# 333
سنة 333 م (بالأرقام الرومانية: CCCXXXIII) كانت سنة بسيطة تبدأ يوم الإثنين (الرابط يظهر نموذج الجدول الزمني الكامل للسنة) من التقويم اليولياني. بدأت تسمية السنة ب333 منذ العصور الوسطى المبكرة، عندما أصبح تقويم أنو دوميني هو الأسلوب السائد في أوروبا لتسمية السنوات.